# Primera División de España 1943-44
La temporada 1943-44 de la Primera División de España de fútbol corresponde a la decimotercera edición del campeonato. Comenzó el 26 de septiembre de 1943 y terminó el 9 de abril de 1944.
Dos años después de conquistar su primer título liguero, el Valencia CF logró proclamarse nuevamente campeón.

## Equipos participantes
Esta temporada participaron 14 equipos:
| Equipo                      | Ciudad                | Estadio       |
| --------------------------- | --------------------- | ------------- |
| Atlético de Bilbao          | Bilbao                | San Mamés     |
| Club Atlético-Aviación      | Madrid                | Metropolitano |
| Club de Fútbol Barcelona    | Barcelona             | Las Corts     |
| Club Deportivo Castellón    | Castellón de la Plana | El Sequiol    |
| Real Club Celta de Vigo     | Vigo                  | Balaidos      |
| Real Club Deportivo         | La Coruña             | Riazor        |
| Real Club Deportivo Español | Barcelona             | Sarriá        |
| Granada Club de Fútbol      | Granada               | Los Cármenes  |
| Real Oviedo Club de Fútbol  | Oviedo                | Buenavista    |
| Real Madrid Club de Fútbol  | Madrid                | Chamartín     |
| Real Sociedad de Fútbol     | San Sebastián         | Atocha        |
| Centro de Deportes Sabadell | Sabadell              | Cruz Alta     |
| Sevilla Club de Fútbol      | Sevilla               | Nervión       |
| Valencia Club de Fútbol     | Valencia              | Mestalla      |

## Sistema de competición
El torneo estuvo organizado por la Federación Española de Fútbol.
Como en la temporada anterior, tomaron parte 14 equipos de toda la geografía española, encuadrados en un grupo único. Siguiendo un sistema de liga, se enfrentaron todos contra todos en dos ocasiones -una en campo propio y otra en campo contrario- durante un total de 26 jornadas. El orden de los encuentros se decidió por sorteo antes de empezar la competición.
La clasificación se estableció a razón del siguiente sistema de puntuación: dos puntos para el equipo vencedor de un partido, un punto para cada contendiente en caso de empate y cero puntos para el perdedor de un partido. El equipo que más puntos sumó se proclamó campeón de liga.
Los dos últimos clasificados descendieron directamente a Segunda División, siendo reemplazados la siguiente temporada por el campeón y el subcampeón de la Segunda División. Por su parte, el 11º y 12º clasificado debieron enfrentarse al tercer y cuarto clasificado de Segunda, siendo los vencedores de esta promoción -disputada a partido único en terreno neutral- los que obtuvieron la participación en Primera División la siguiente temporada.

## Clasificación

### Clasificación final
| Pos. | Equipo                    | Pts. | PJ | G  | E | P  | GF | GC | Dif. | Clasificación                                |
| ---- | ------------------------- | ---- | -- | -- | - | -- | -- | -- | ---- | -------------------------------------------- |
| 1    | Valencia C. F. (C)        | 40   | 26 | 18 | 4 | 4  | 73 | 32 | +41  | Campeón                                      |
| 2    | Atlético Aviación         | 34   | 26 | 15 | 4 | 7  | 66 | 49 | +17  |                                              |
| 3    | Sevilla C. F.             | 32   | 26 | 12 | 8 | 6  | 60 | 46 | +14  |                                              |
| 4    | Real Oviedo C. F.         | 29   | 26 | 12 | 5 | 9  | 71 | 47 | +24  |                                              |
| 5    | C. D. Castellón           | 29   | 26 | 13 | 3 | 10 | 42 | 36 | +6   |                                              |
| 6    | C. F. Barcelona           | 28   | 26 | 10 | 8 | 8  | 59 | 46 | +13  |                                              |
| 7    | Real Madrid C. F.         | 28   | 26 | 11 | 6 | 9  | 48 | 38 | +10  |                                              |
| 8    | Granada C. F.             | 26   | 26 | 9  | 8 | 9  | 41 | 46 | −5   |                                              |
| 9    | C. D. Sabadell C. F.      | 25   | 26 | 11 | 3 | 12 | 53 | 60 | −7   |                                              |
| 10   | Atlético de Bilbao (C, O) | 25   | 26 | 10 | 5 | 11 | 47 | 51 | −4   | Campeón de Copa.                             |
| 11   | C. D. Español             | 23   | 26 | 9  | 5 | 12 | 42 | 50 | −8   | Promoción de permanencia en Primera División |
| 12   | R. C. Deportivo La Coruña | 19   | 26 | 6  | 7 | 13 | 35 | 64 | −29  | Promoción de permanencia en Primera División |
| 13   | Real Sociedad (D)         | 17   | 26 | 5  | 7 | 14 | 34 | 54 | −20  | Descenso a Segunda División                  |
| 14   | R. C. Celta de Vigo (D)   | 9    | 26 | 2  | 5 | 19 | 23 | 75 | −52  | Descenso a Segunda División                  |

 Fuente: BDFutbol
Criterios de clasificación: Puntos · Diferencia de goles · Goles a favor · Play-off
|  | Ganador de La Liga                                               |
|  | Clasificado para la promoción de permanencia en Primera División |
|  | Desciende a Segunda División                                     |

 PJ = Partidos jugados; PG = Partidos ganados; PE = Partidos empatados; PP = Partidos perdidos; GF = Goles anotados; GC = Goles recibidos; DG = Diferencia de goles; Pts = Puntos
|                        |
| Campeón Valencia C. F. |

### Evolución de la clasificación
| Equipo / Jornada       | 01 | 02 | 03 | 04 | 05 | 06 | 07 | 08 | 09 | 10 | 11 | 12 | 13 | 14 | 15 | 16 | 17 | 18 | 19 | 20 | 21 | 22 | 23 | 24 | 25 | 26 |
| ---------------------- | -- | -- | -- | -- | -- | -- | -- | -- | -- | -- | -- | -- | -- | -- | -- | -- | -- | -- | -- | -- | -- | -- | -- | -- | -- | -- |
| Valencia CF            | 4  | 6  | 4  | 1  | 1  | 1  | 1  | 1  | 1  | 1  | 1  | 1  | 1  | 1  | 1  | 1  | 1  | 1  | 1  | 1  | 1  | 1  | 1  | 1  | 1  | 1  |
| Atlético Aviación      | 1  | 5  | 3  | 5  | 5  | 6  | 5  | 3  | 3  | 4  | 4  | 4  | 3  | 2  | 3  | 4  | 3  | 3  | 3  | 2  | 2  | 2  | 2  | 2  | 2  | 2  |
| Sevilla FC             | 2  | 1  | 1  | 2  | 3  | 3  | 3  | 2  | 2  | 2  | 3  | 3  | 4  | 4  | 4  | 3  | 4  | 4  | 4  | 4  | 4  | 3  | 3  | 3  | 3  | 3  |
| Real Oviedo            | 13 | 8  | 11 | 6  | 4  | 5  | 4  | 6  | 7  | 8  | 8  | 8  | 7  | 7  | 7  | 5  | 7  | 5  | 6  | 5  | 5  | 5  | 4  | 5  | 5  | 4  |
| CD Castellón           | 5  | 4  | 2  | 3  | 2  | 2  | 2  | 5  | 5  | 6  | 7  | 7  | 6  | 6  | 6  | 7  | 5  | 7  | 5  | 6  | 6  | 6  | 6  | 7  | 6  | 5  |
| CF Barcelona           | 7  | 3  | 5  | 4  | 6  | 4  | 6  | 4  | 4  | 3  | 2  | 2  | 2  | 3  | 2  | 2  | 2  | 2  | 2  | 3  | 3  | 4  | 5  | 4  | 4  | 6  |
| Real Madrid            | 14 | 11 | 14 | 9  | 9  | 7  | 8  | 7  | 6  | 5  | 5  | 6  | 8  | 8  | 8  | 8  | 8  | 8  | 8  | 7  | 7  | 7  | 7  | 6  | 7  | 7  |
| Granada CF             | 3  | 7  | 6  | 7  | 7  | 12 | 11 | 13 | 13 | 13 | 13 | 11 | 9  | 9  | 9  | 9  | 9  | 9  | 9  | 9  | 9  | 9  | 9  | 8  | 9  | 8  |
| CD Sabadell            | 12 | 14 | 9  | 11 | 13 | 8  | 10 | 8  | 10 | 10 | 12 | 13 | 12 | 10 | 12 | 10 | 11 | 11 | 10 | 10 | 10 | 10 | 10 | 11 | 11 | 9  |
| Atlético de Bilbao     | 6  | 2  | 7  | 10 | 11 | 10 | 13 | 9  | 9  | 7  | 6  | 5  | 5  | 5  | 5  | 6  | 6  | 6  | 7  | 8  | 8  | 8  | 8  | 9  | 8  | 10 |
| RCD Español            | 10 | 10 | 8  | 13 | 10 | 11 | 7  | 11 | 11 | 12 | 10 | 12 | 13 | 13 | 13 | 13 | 12 | 12 | 12 | 12 | 12 | 11 | 11 | 10 | 10 | 11 |
| Deportivo de La Coruña | 9  | 13 | 14 | 12 | 12 | 13 | 12 | 12 | 12 | 11 | 11 | 10 | 11 | 12 | 11 | 12 | 13 | 13 | 13 | 13 | 13 | 12 | 12 | 12 | 12 | 12 |
| Real Sociedad          | 11 | 12 | 12 | 8  | 8  | 9  | 9  | 10 | 8  | 9  | 9  | 9  | 10 | 11 | 10 | 11 | 10 | 10 | 11 | 11 | 11 | 13 | 13 | 13 | 13 | 13 |
| Celta de Vigo          | 8  | 9  | 10 | 13 | 14 | 14 | 14 | 14 | 14 | 14 | 14 | 14 | 14 | 14 | 14 | 14 | 14 | 14 | 14 | 14 | 14 | 14 | 14 | 14 | 14 | 14 |

### Promoción de permanencia
La promoción se jugó a partido único en Madrid y Barcelona, con los siguientes resultados:
| 16 de abril de 1944 | RCD Español | 7:1     | CD Alcoyano | Camp de Les Corts, Barcelona |  |
|                     |             | Reporte |             |                              |  |

| 16 de abril de 1944 | RC Deportivo de La Coruña | 4:0     | CD Constancia | Estadio de Chamartín, Madrid |  |
|                     |                           | Reporte |               |                              |  |

- Se mantienen en Primera División: RCD Español y RC Deportivo de La Coruña.
- Permanecen en Segunda División: CD Alcoyano y CD Constancia.

### Resultados
| Local \ Visitante   | ATH | ATA | BAR | CAS | CEL | DEP | ESP | GRA | OVI | RMA | RSO | SAB | SEV | VAL |
| ------------------- | --- | --- | --- | --- | --- | --- | --- | --- | --- | --- | --- | --- | --- | --- |
| Atlético de Bilbao  | —   | 0–0 | 2–1 | 2–3 | 5–1 | 3–1 | 1–1 | 2–2 | 2–1 | 1–2 | 3–0 | 4–3 | 0–1 | 2–1 |
| Atlético Aviación   | 2–1 | —   | 2–1 | 2–0 | 7–0 | 4–2 | 3–1 | 0–0 | 1–2 | 3–1 | 6–2 | 4–3 | 2–2 | 4–2 |
| C. F. Barcelona     | 3–3 | 4–5 | —   | 1–0 | 3–0 | 3–3 | 1–3 | 7–2 | 3–1 | 1–2 | 2–0 | 5–0 | 1–1 | 1–1 |
| C. D. Castellón     | 5–0 | 3–2 | 3–0 | —   | 2–0 | 2–1 | 2–1 | 0–2 | 2–0 | 2–1 | 3–0 | 4–0 | 1–2 | 1–1 |
| R. C. Celta de Vigo | 3–2 | 1–2 | 2–2 | 2–2 | —   | 0–0 | 0–1 | 0–1 | 0–5 | 1–0 | 0–2 | 0–3 | 1–5 | 1–2 |
| R. C. D. La Coruña  | 1–0 | 2–4 | 1–4 | 3–2 | 3–2 | —   | 3–1 | 2–2 | 1–0 | 2–2 | 0–0 | 0–4 | 0–3 | 0–2 |
| R. C. D. Español    | 4–0 | 1–2 | 1–3 | 0–1 | 1–1 | 7–0 | —   | 2–0 | 2–0 | 1–1 | 2–2 | 5–1 | 3–2 | 0–3 |
| Granada C. F.       | 0–0 | 2–3 | 2–0 | 1–1 | 5–2 | 2–2 | 4–0 | —   | 5–2 | 2–2 | 1–0 | 2–1 | 2–1 | 1–3 |
| Real Oviedo C. F.   | 1–2 | 4–1 | 3–3 | 3–0 | 5–1 | 4–2 | 6–1 | 2–0 | —   | 2–0 | 3–3 | 9–2 | 5–1 | 2–1 |
| Real Madrid C. F.   | 1–3 | 3–2 | 0–1 | 3–0 | 3–0 | 3–0 | 3–1 | 2–2 | 2–1 | —   | 4–1 | 4–1 | 3–5 | 1–1 |
| Real Sociedad       | 1–4 | 2–0 | 1–1 | 2–3 | 1–1 | 2–3 | 6–1 | 3–0 | 2–2 | 2–1 | —   | 0–1 | 0–0 | 2–4 |
| C. D. Sabadell      | 5–1 | 4–1 | 3–2 | 1–0 | 4–0 | 3–1 | 0–0 | 2–0 | 3–3 | 1–3 | 2–0 | —   | 1–1 | 2–4 |
| Sevilla C. F.       | 3–0 | 4–2 | 2–2 | 4–0 | 4–3 | 2–2 | 1–2 | 4–1 | 2–2 | 1–1 | 4–0 | 5–2 | —   | 0–2 |
| Valencia C. F.      | 5–4 | 2–2 | 3–4 | 2–0 | 5–1 | 3–0 | 4–0 | 3–0 | 5–3 | 1–0 | 3–0 | 2–1 | 8–0 | —   |

## Máximos goleadores
| #  | Jugador                 | Equipo          | Goles |
| -- | ----------------------- | --------------- | ----- |
| 1º | Edmundo Suárez, 'Mundo' | Valencia        | 27    |
| 2º | Esteban Echevarría      | Real Oviedo     | 25    |
| 3º | Mariano Martín          | C. F. Barcelona | 24    |
| 4º | Juan del Pino           | C. D. Sabadell  | 21    |
| 5º | Sabino Barinaga         | Real Madrid     | 19    |